# Pedro Gascón de Gotor
Pedro Gascón de Gotor (Zaragoza, 1870-Madrid, 1907) fue un sacerdote, arqueólogo y escritor español.

## Biografía
Nacido en 1870 en Zaragoza, era hermano del pintor, investigador y profesor Anselmo Gascón de Gotor. Fue colaborador de, entre otras publicaciones, La Ilustración Española y Americana (1897-1899), Blanco y Negro (a partir de 1892), El Gato Negro (1898), Para Todos (1902), La España Ilustrada, Semanario Ilustrado, La Información, Revista Contemporánea, Álbum Salón, Instantáneas, Pro  Patria y L'Art Chretieu de Bélgica. Como autor, dio a la imprenta las obras Rosario de Ntra. Sra. del Pilar (1891), Zaragoza artística, monumental é histórica (1890, en dos volúmenes) y Asturias y Aragón en la reconquista de España (1909). Fallecido hacia finales de enero de 1907 en Madrid, fue académico correspondiente de la Historia y miembro de la Comisión de Monumentos de Zaragoza.